# Trigonella macroglochin
Trigonella macroglochin är en ärtväxtart som beskrevs av Michel Charles Durieu de Maisonneuve. Trigonella macroglochin ingår i släktet trigonellor, och familjen ärtväxter. Inga underarter finns listade i Catalogue of Life.